# Младенов, Николай
Николай Евтимов Младенов  — международный чиновник, Специальный координатор ООН по ближневосточному мирному процессу и личный представитель Генерального секретаря ООН при Организации освобождения Палестины и Палестинской администрации. Болгарский политик и дипломат, бывший Министр обороны Болгарии (27 июля 2009 — 27 января 2010) и Министр иностранных дел Болгарии (27 января 2010 — февраль 2013).

## Биография
Родился 5 мая 1972, в городе София в семье дипломата. В 1995 году окончил Университет национального и мирового хозяйства в Софии по специальности «международные отношения», в 1996 году — Кингс-колледж в Лондоне. Работал в фонде Открытое общество, болгарском отделении Всемирного банка, Европейском институте в Софии.

### Политик
В 2001 году был избран в Народное собрание от Союза демократических сил. В парламенте был заместителем председателя комиссии по европейской интеграции и членом комиссии по внешней политике, обороне и безопасности. В 2002 году был избран в Национальный исполнительный совет СДС, в 2004 году стал заместителем председателя партии, в 2005 году ушёл в отставку.
На выборах в Европарламент 2007 года был избран от партии ГЕРБ. В Европарламенте участвовал в работе комиссий по внутреннему рынку ЕС, защите прав потребителей, внешней политике и в подкомиссии по безопасности и обороне, в делегации по отношениям с Ираком (первый заместитель), Израилем и Афганистаном.
Наряду с пятью десятками других членов Европарламента Николай Младенов подписал Пражскую декларацию о европейской совести и коммунизме.

### Член правительства
После Парламентских выборов 2009 года стал министром обороны в новом правительстве Бойко Борисова. 27 января 2010 года после отставки Румяны Желевой стал новым министром иностранных дел. В ноябре 2010 года выступил с инициативой сокращения количества болгарских посольств по соображениям экономии. К весне 2011 года решено было закрыть дипломатические представительства в Судане, Анголе, Зимбабве, Камбодже, Таиланде, Мексике и Тунисе. Сам министр сказал, что «Для нас это вопрос чисто экономического характера», подчеркнув, что эти действия ни в коем случае нельзя увязывать с оценкой двусторонних отношений Болгарии с указанными странами.
В декабре 2010 года Н. Младенов заявил о намерении добиваться отстранения от должности послов, бывших ранее агентами госбезопасности и разведки, выявленных в результате люстрации чиновников. (При этом, в болгарской печати высказывались утверждения, что отец молодого министра иностранных дел, Евтим Николов Младенов, был кадровым сотрудником-шифровальщиком Первого главного управления Комитета государственной безопасности Болгарии, использовавшим дипломатический статус в качестве прикрытия).

### Международный чиновник
С августа 2013 года по февраль 2015 года работал в должности Специального представителя Генерального секретаря ООН по Ираку и главы Миссии ООН по оказанию содействия Ираку.
5 февраля 2015 года Генеральный секретарь ООН Пан Ги Мун назначил Николая Младенова Специальным координатором ООН по ближневосточному мирному процессу и своим личным представителем при Организации освобождения Палестины и Палестинской администрации. На этом посту Младенов проработал до конца 2020 года, и его следующим местом работы в системе международной гражданской должна была стать должность представителя Генерального секретаря в Ливии — назначение, уже получившее одобрение Совета Безопасности. Однако в декабря 2020 года он уведомил Генерального секретаря Антонио Гутерреша о своём намерении оставить службу в ООН по личным и семейным причинам. На посту Специального координатора ООН по ближневосточному мирному процессу его сменил норвежец Тор Веннесланд.